# CMTM2
CMTM2 (англ. CKLF like MARVEL transmembrane domain containing 2) – білок, який кодується однойменним геном, розташованим у людей на короткому плечі 16-ї хромосоми. Довжина поліпептидного ланцюга білка становить 248 амінокислот, а молекулярна маса — 27 496.
| 10         |  | 20         |  | 30         |  | 40         |  | 50         |
| ---------- |  | ---------- |  | ---------- |  | ---------- |  | ---------- |
| MAPKAAKGAK |  | PEPAPAPPPP |  | GAKPEEDKKD |  | GKEPSDKPQK |  | AVQDHKEPSD |
| KPQKAVQPKH |  | EVGTRRGCRR |  | YRWELKDSNK |  | EFWLLGHAEI |  | KIRSLGCLIA |
| AMILLSSLTV |  | HPILRLIITM |  | EISFFSFFIL |  | LYSFAIHRYI |  | PFILWPISDL |
| FNDLIACAFL |  | VGAVVFAVRS |  | RRSMNLHYLL |  | AVILIGAAGV |  | FAFIDVCLQR |
| NHFRGKKAKK |  | HMLVPPPGKE |  | KGPQQGKGPE |  | PAKPPEPGKP |  | PGPAKGKK   |

A: Аланін

C: Цистеїн

D: Аспарагінова кислота

E: Глутамінова кислота

F: Фенілаланін

G: Гліцин

H: Гістидин

I: Ізолейцин

K: Лізин

L: Лейцин

M: Метіонін

N: Аспарагін

P: Пролін

Q: Глутамін

R: Аргінін

S: Серин

T: Треонін

V: Валін

W: Триптофан

Кодований геном білок за функцією належить до цитокінів. 
Задіяний у таких біологічних процесах, як хемотаксис, альтернативний сплайсинг. 
Локалізований у мембрані.